# 1898 في البرازيل
فيما يلي قوائم الأحداث التي وقعت خلال عام 1898 في البرازيل.

## الأحداث
- 1 مارس - فوز مانويل فيراز كامبوس ساليس من الحزب الجمهوري لساو باولو بالانتخابات الرئاسية بعد حصوله على نسبة 90.9% من الأصوات.[1] ليخلف بذلك برودنت دي مورايس الذي كان قد كلف معظم المهام الرئاسية إلى نائبه مانويل فيتورينو نتيجة تدهور صحته.

## سياسة

### انتهاء فترة المنصب
- 15 نوفمبر – برودنت دي مورايس رئيس البرازيل.

## مواليد

### فبراير
- 14 فبراير – أنجيلا بامبيس

## وفيات

### مارس
- 27 مارس – فرانسيسكا أميرة البرازيل (مواليد 1824)

### نوفمبر
- 3 نوفمبر – إيزابيل ماريا الكانتارا، دوقة غوياس (مواليد 1824)